# Classe 251 (RENFE)
A Classe 251 RENFE é uma classe de locomotivas elétricas operadas pela Renfe na Espanha. Elas são baseadas na classe JNR EF66 operadas no Japão.
30 locomotivas foram construídas no total.

## Especificações técnicas
As locomotivas utilizam de rodagem B-B-B, e são equipadas com truques monomotores, possuem um raio de transmissão comutável. A carga máxima por eixo é de 23 toneladas.

## História
As locomotivas foram introduzidas em 1982. Eles são usados principalmente no transporte de cargas .

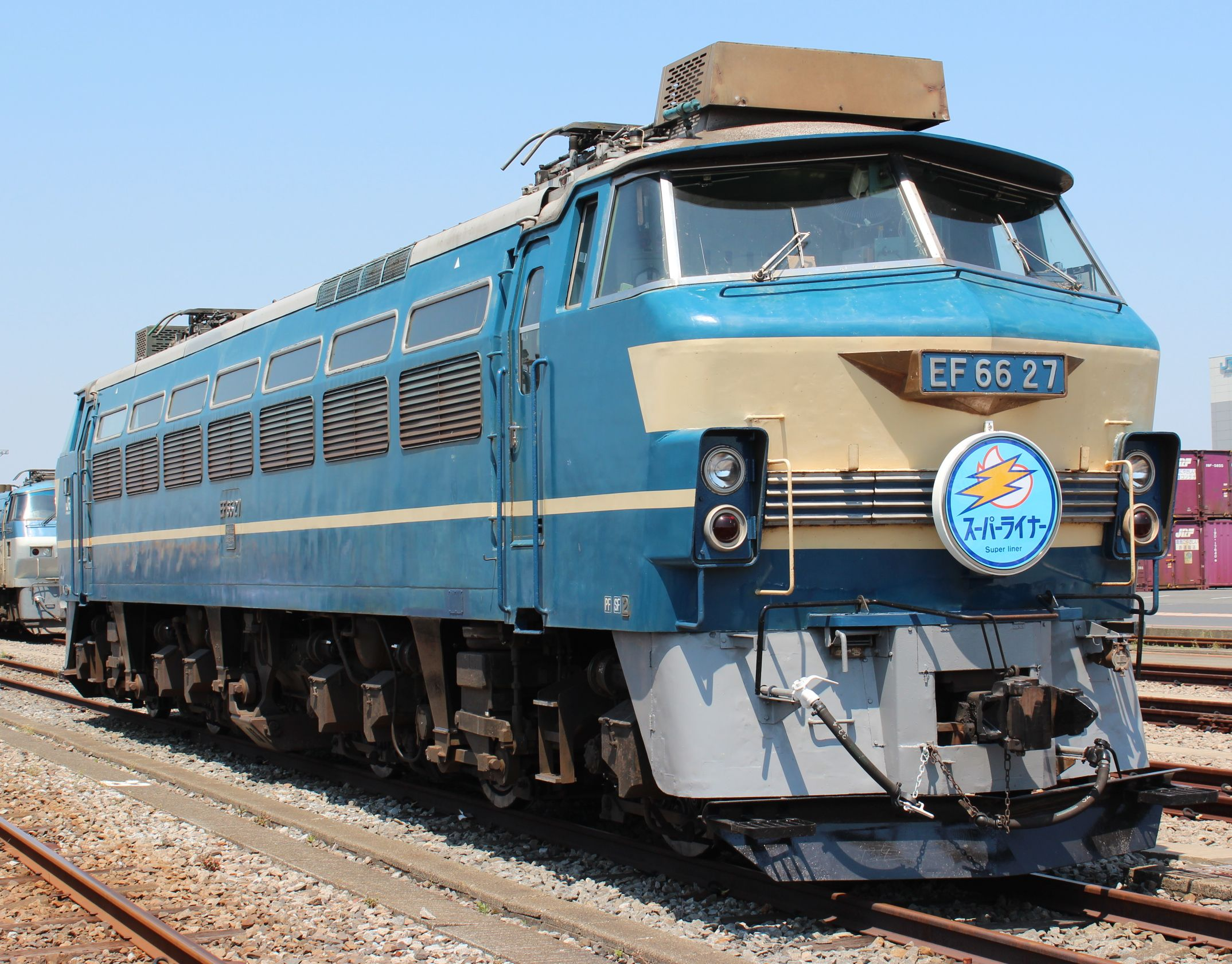
Locomotiva japonesa da classe "EF66", a qual foi derivada a Classe 251.

### No Brasil
Foram as locomotivas cogitadas pela Rede Ferroviária Federal S/A para substituir as locomotivas "Charutão" (ou "Carioca") e "Pimentinha" na Estrada de Ferro Santos a Jundiaí, já SR-4.